# Danh sách quốc gia Bắc Mỹ theo GDP bình quân đầu người năm 2005
Danh sách này bao gồm các nước Bắc Mỹ (tính cả khu vực Trung Mỹ và Caribbean) theo GDP bình quân đầu người theo sức mua tương đương. Tất cả số liệu của năm 2005 theo đôla quốc tế.
| Xếp hạng Bắc Mỹ | Xếp hạng thế giới | Quốc gia                    | GDP bình quân đầu người | Xếp hạng tổng GDP thế giới |
| --------------- | ----------------- | --------------------------- | ----------------------- | -------------------------- |
| 1               | 3                 | Hoa Kỳ                      | $41.557                 | 1                          |
| 2               | 8                 | Canada                      | $34.444                 | 11                         |
| 3               | 41                | Bahamas                     | $19.139                 | 147                        |
| 4               | 42                | Barbados                    | $17.170                 | 155                        |
| 5               | 48                | Saint Kitts và Nevis        | $15.050                 | 183                        |
| 6               | 50                | Trinidad và Tobago          | $13.958                 | 115                        |
| 7               | 58                | Antigua và Barbuda          | $11.604                 | 178                        |
| 8               | 65                | Costa Rica                  | $10.316                 | 78                         |
| 9               | 66                | México                      | $10.090                 | 13                         |
| 10              | 71                | Grenada                     | $8.608                  | 176                        |
| 11              | 83                | Belize                      | $7.635                  | 166                        |
| 12              | 84                | Panama                      | $7.327                  | 107                        |
| 13              | 88                | Cộng hòa Dominican          | $7.055                  | 68                         |
| 14              | 90                | Saint Vincent và Grenadines | $6.679                  | 181                        |
| 15              | 95                | Dominica                    | $6.250                  | 184                        |
| 16              | 102               | Saint Lucia                 | $5.516                  | 173                        |
| 17              | 111               | El Salvador                 | $4.525                  | 91                         |
| 18              | 113               | Jamaica                     | $4.471                  | 132                        |
| 19              | 117               | Guatemala                   | $4.136                  | 71                         |
| 20              | 128               | Cuba                        | $3.000                  | 89                         |
| 21              | 130               | Honduras                    | $2.793                  | 110                        |
| 22              | 132               | Nicaragua                   | $2.779                  | 121                        |
| 23              | 159               | Haiti                       | $1.614                  | 128                        |